# Торвбротен, Торе
То́ре То́рвбротен (норв. Tore Torvbråten; род. 28 января 1968, Осло) — норвежский кёрлингист.
В составе мужской сборной Норвегии участник зимних Олимпийских игр 1998 (стали бронзовыми призёрами). Участник трёх чемпионатов мира (лучший результат — бронзовые призёры в 2001), двух чемпионатов Европы (лучший результат — бронзовые призёры в 1995). Двукратный чемпион Норвегии среди мужчин. В составе юниорской мужской сборной Норвегии участник двух чемпионатов мира (лучший результат — бронзовые призёры в 1987).
Играл в основном на позициях первого и второго.

## Достижения
- Зимние Олимпийские игры: бронза (1998).
- Чемпионат мира по кёрлингу среди мужчин: бронза (2001).
- Чемпионат Европы по кёрлингу: бронза (1995).
- Чемпионат Норвегии по кёрлингу среди мужчин: золото (1995, 1996).
- Чемпионат мира по кёрлингу среди юниоров: бронза (1987).
- Чемпионат Норвегии по кёрлингу среди ветеранов: серебро (2025).

## Команды
| Сезон   | Четвёртый        | Третий          | Второй              | Первый               | Запасной                                | Турниры           |
| ------- | ---------------- | --------------- | ------------------- | -------------------- | --------------------------------------- | ----------------- |
| 1986—87 | Антон Гримсмо    | Торе Торвбротен | Ян Торесен          | Dag Skjelstad        |                                         | ЧМЮ 1987          |
| 1994—95 | Эйгиль Рамсфьелл | Ян Торесен      | Торе Торвбротен     | Антон Гримсмо        | Шур Лоэн                                | ЧЕ 1994 (4 место) |
| 1994—95 | Эйгиль Рамсфьелл | Антон Гримсмо   | Ян Торесен          | Торе Торвбротен      | Шур Лоэн                                | ЧМ 1995 (5 место) |
| 1995—96 | Эйгиль Рамсфьелл | Ян Торесен      | Торе Торвбротен     | Антон Гримсмо        | Шур Лоэн                                | ЧЕ 1995           |
| 1995—96 | Эйгиль Рамсфьелл | Антон Гримсмо   | Ян Торесен          | Торе Торвбротен      | Шур Лоэн                                | ЧМ 1996 (4 место) |
| 1997—98 | Эйгиль Рамсфьелл | Ян Торесен      | Стиг-Арне Гуннестад | Антон Гримсмо        | Торе Торвбротен                         | ЗОИ 1998          |
| 2000—01 | Пол Трульсен     | Ларс Вогберг    | Флемминг Давангер   | Бент Онунн Рамсфьелл | Торе Торвбротен тренер: Оле Ингвальдсен | ЧМ 2001           |
| 2024—25 | Эспен де Ланге   | Торе Торвбротен | Morten Tveit        | Rob Wood             |                                         | ЧНВ 2025          |

(скипы выделены полужирным шрифтом)